# Báo chí

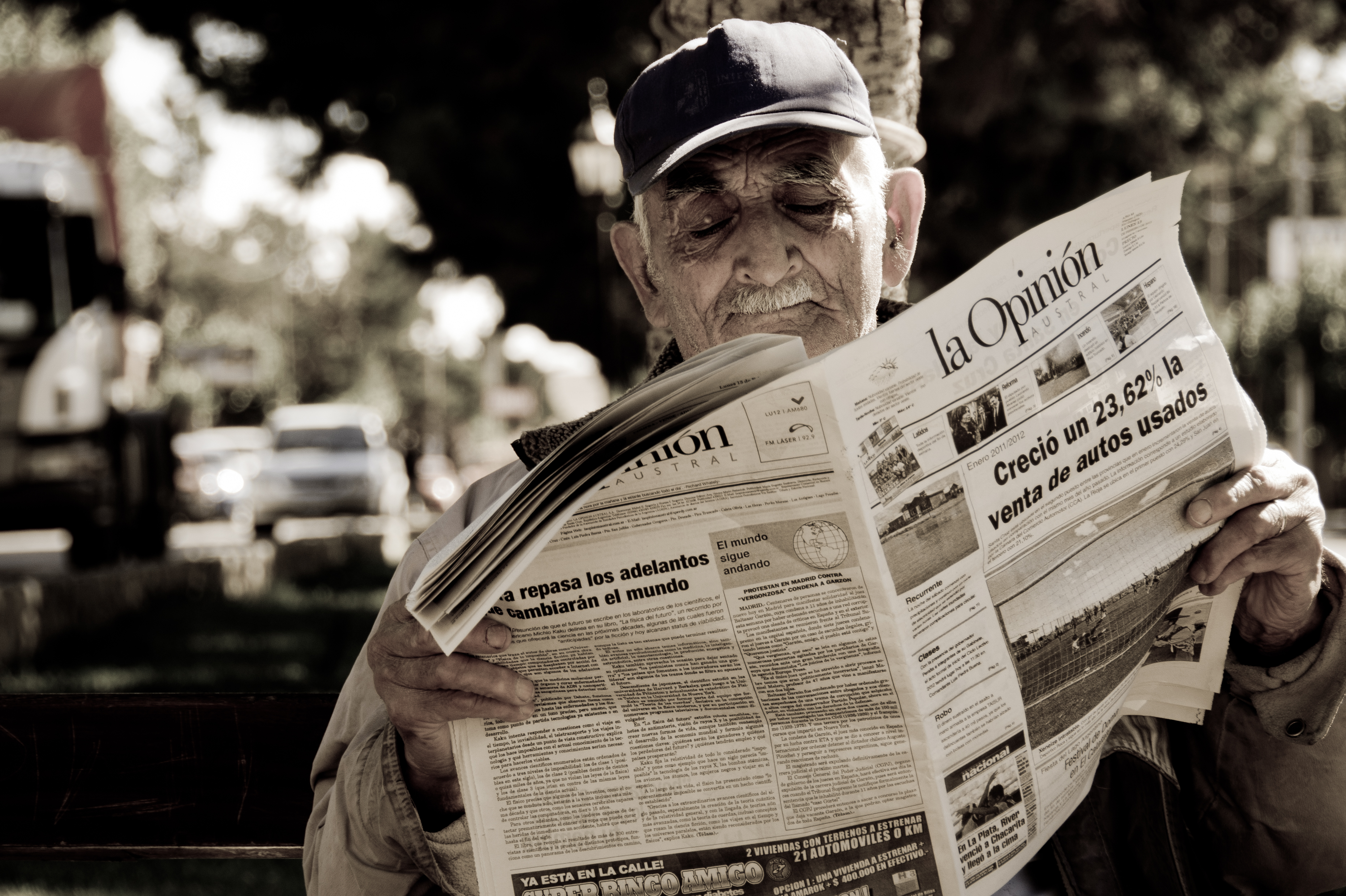
Một người đọc nhật báo tại Argentina

Báo chí (報誌) ngành báo, hay cũ là tân văn (新聞), là những xuất bản phẩm định kỳ nhằm báo cáo về các sự vật, hiện tượng hay con người nổi bật trong ngày mà xã hội cần quan tâm.
Tuy phương tiện truyền tải báo chí thay đổi theo thời gian, các nghiệp vụ báo chí vẫn bao gồm: tìm hiểu thông tin, phân tích thông tin và phổ biến thông tin đến độc giả. Mở rộng ra, khái niệm báo chí cũng được sử dụng cho các phương pháp tìm kiếm tin tức, lối viết văn trên báo chí, và các hoạt động (chuyên nghiệp hay không chuyên nghiệp) của báo chí. 
Theo thời gian, phương tiện truyền tải của thông tin đi từ nhật báo, tạp chí (trên giấy) tới đài phát thanh, đài truyền hình (trên loa đài) tới các ấn bản điện tử trên web (báo điện tử).
Trong xã hội hiện đại, báo chí là người cung cấp thông tin chính và phản hồi ý kiến về các vấn đề của công chúng. Tuy nhiên báo chí không phải lúc nào cũng chỉ giới hạn ở tìm kiếm và truyền tải thông tin. Truyền thông báo chí có thể mở rộng sang các hình thức khác như văn học và điện ảnh. Ở một số quốc gia, báo chí bị chính phủ kiểm soát và không phải là một cơ quan hoàn toàn độc lập.
Tuy nhiên, trong một xã hội dân chủ, việc tiếp cận với thông tin miễn phí đóng một vai trò chính trong việc tạo ra một hệ thống kiểm tra và cân bằng, cũng như phân bổ quyền lực cân đối giữa chính phủ, các doanh nghiệp, cá nhân và các tổ chức xã hội khác. Việc tiếp cận thông tin có thể kiểm chứng được do báo chí thu thập bởi các nguồn phương tiện truyền thông độc lập, tuân thủ các tiêu chuẩn báo chí, có thể khiến các công dân bình thường có khả năng tham gia vào các hoạt động chính trị.
Vai trò và vị thế của báo chí, cùng với các phương tiện truyền thông đại chúng, đã trải qua những thay đổi sâu sắc trong hai thập kỷ vừa qua với sự ra đời của công nghệ kỹ thuật số và phổ biến thông tin trên Internet. Điều này đã tạo ra một sự thay đổi trong việc xem báo giấy, vì người dân ngày càng đọc tin tức thông qua điện thoại thông minh và các thiết bị điện tử khác, thách thức các tờ báo tìm cách kiếm tiền thông qua các phương tiện kỹ thuật số cũng như phát triển khả năng xuất bản các tin tức có ngữ cảnh. Với truyền thông Mỹ, các tòa soạn đã cắt giảm số nhân viên và bảo hiểm của họ khi thấy các kênh truyền thông truyền thống như truyền hình đã bị giảm lượng khán giả theo dõi. Ví dụ, năm 2007 đến 2012, CNN đã giảm thời gian phát các chương trình thời sự chỉ còn một nửa chiều dài thời gian ban đầu.
Việc thu hẹp tầm ảnh hưởng của báo chí có liên quan đến việc giảm lượng độc giả quy mô lớn. Phần lớn những độc giả được hỏi trong các nghiên cứu gần đây cho thấy họ đã thay đổi phương thức đọc tin tức. Thời đại kỹ thuật số cũng đã mở ra một loại hình mới của báo chí trong đó các công dân bình thường đóng vai trò lớn hơn trong quá trình viết tin tức, với sự xuất hiện của báo chí công dân và việc quảng bá thông tin thông qua Internet. Sử dụng điện thoại thông minh được trang bị máy quay video, bất kỳ người dân nào cũng có thể ghi lại các sự kiện hay tin tức và tải chúng lên các kênh như YouTube. Các kênh truyền thông tin tức chính thống đã nhanh chóng lợi dụng các kênh thông tin như vậy. Trong khi đó, việc dễ dàng truy cập vào tin tức từ nhiều nguồn thông tin trực tuyến như blog và các phương tiện truyền thông xã hội khác, đã dẫn đến việc độc giả có thể chọn đọc tin tức từ rất nhiều nguồn chính thức và không chính thức, thay vì chỉ đọc báo chí truyền thống của các cơ quan thông tấn.

## Lịch sử

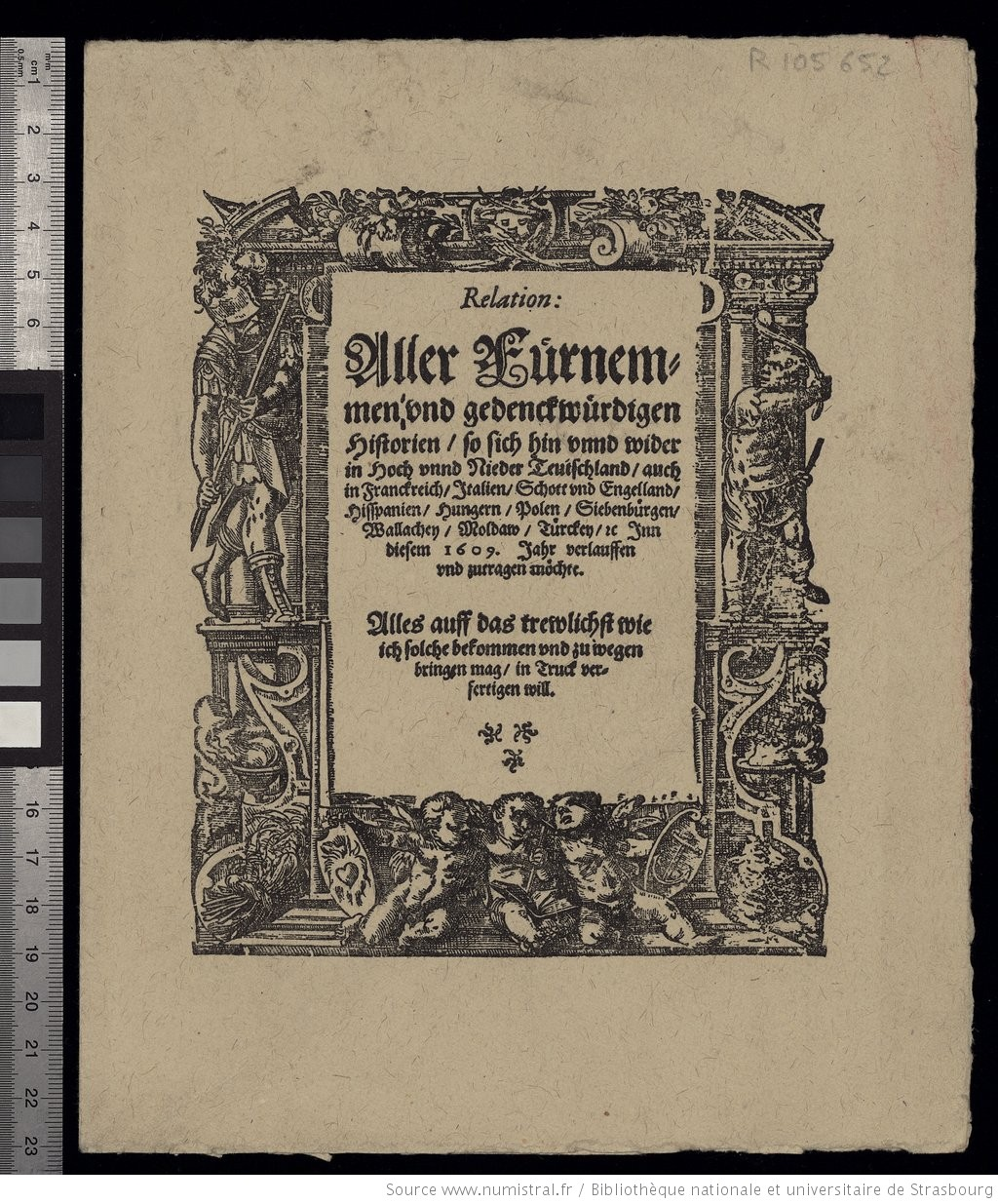
Tờ báo giấy đầu tiên năm 1605, "Relation aller Fürnemmen und gedenckwürdigen Historien"

Tờ báo tiếng Đức "Relation aller Fürnemmen und gedenckwürdigen Historien" của Johann Carolus phát hành năm 1605 ở Strassburg (nay thuộc Pháp) được thừa nhận là tờ báo giấy đầu tiên. Tờ nhật báo tiếng Anh đầu tiên, Daily Courant, phát hành từ năm 1702 đến 1735. Trường học đầu tiên về ngành báo chí, Missouri School of Journalism, thành lập năm 1908 tại Hoa Kỳ bởi Walter Williams.
Tại Việt Nam, Gia Định báo là tờ báo tiếng Việt đầu tiên, phát hành từ năm 1865 đến 1910 tại Sài Gòn.

## Tên gọi
Từ báo chí bắt đầu từ hai chữ: báo (報: báo cáo, báo tin), chí (誌: viết).

## Vai trò
Mỗi loại hình báo chí sẽ đảm nhiệm những vai trò nhất định, tuy nhiên loại hình báo chí nào cũng mang những vai trò, chức năng chung là chuyển tải thông tin đến công chúng, đều có tính công khai, tính thời sự, tính tương tác, tính đa dạng, tính định kỳ... Tuỳ đặc điểm riêng của từng thể loại mà sẽ ưu tiên các tính năng để phát huy tốt được vai trò của thể loại báo đó.

## Các loại báo chí

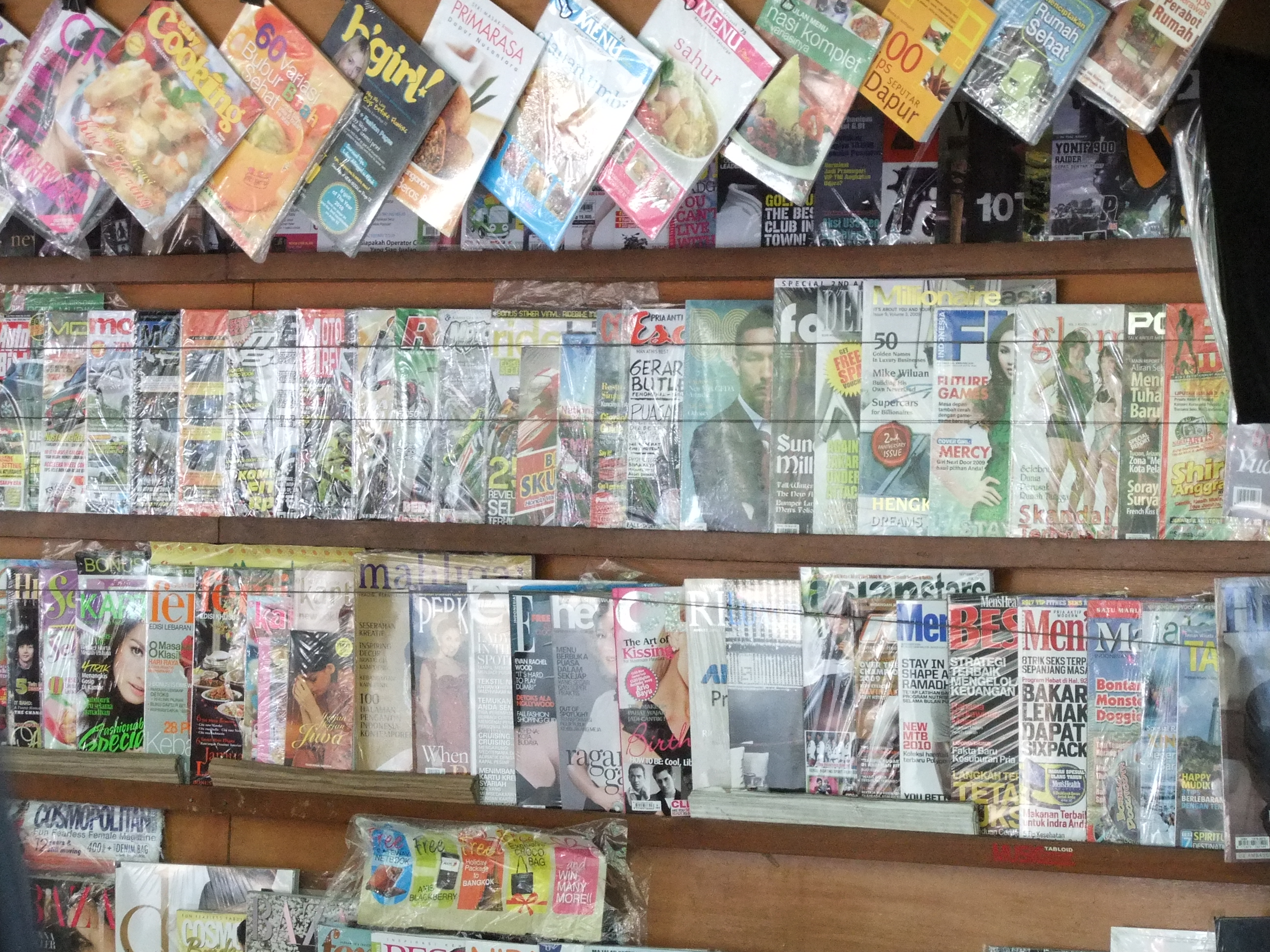
Một sạp báo tại Jakarta, Indonesia

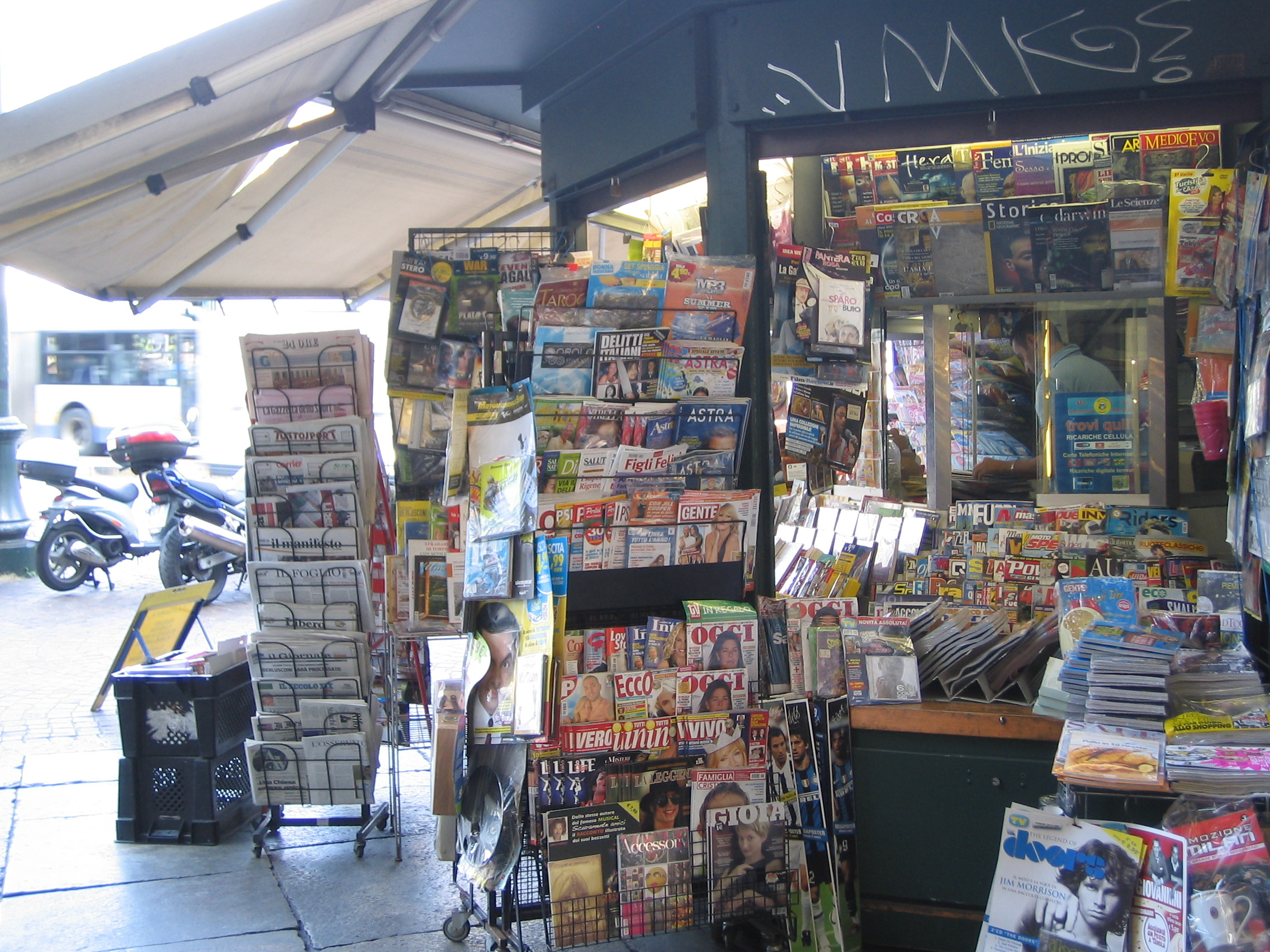
Một sạp báo tại Ý

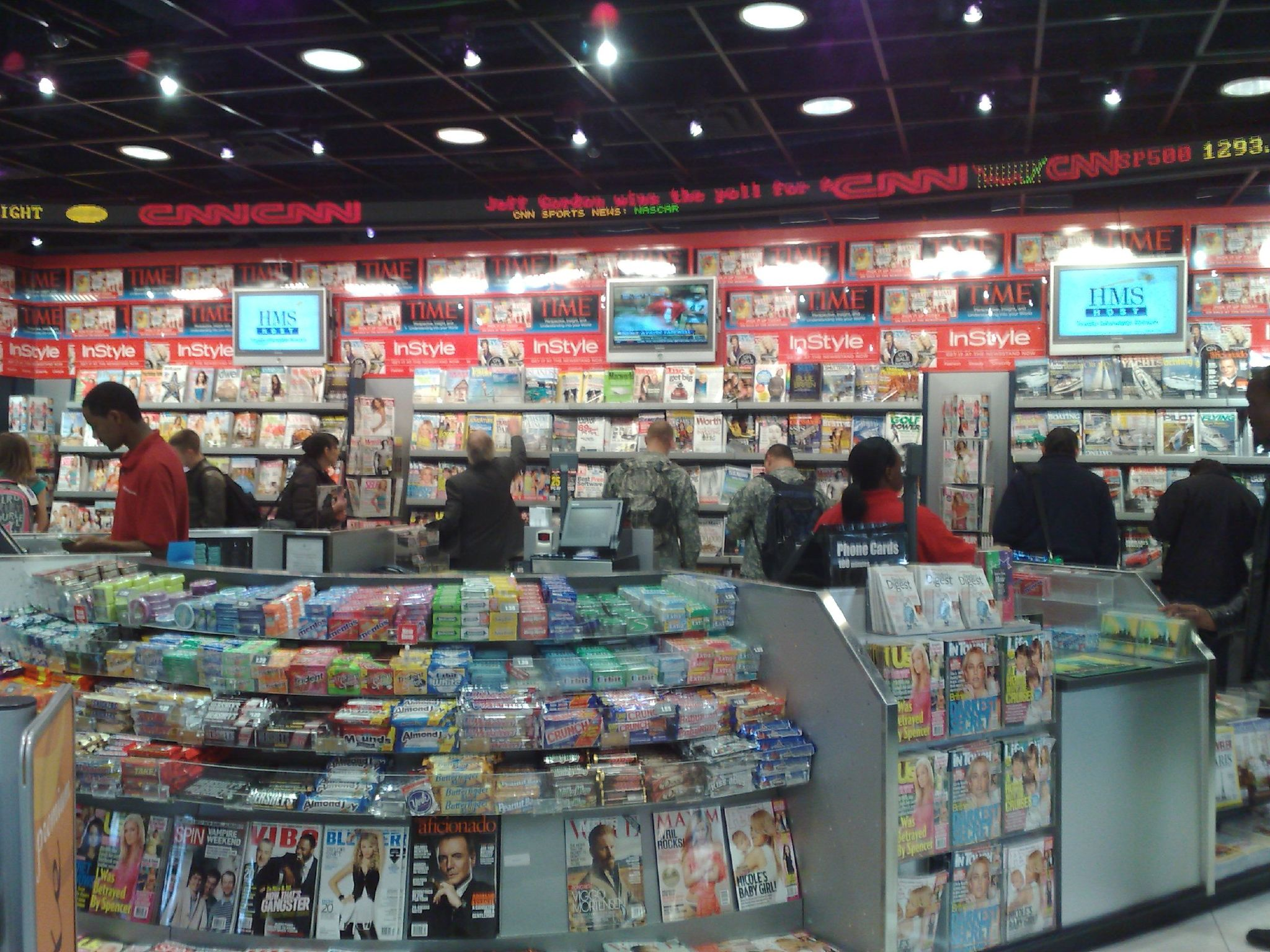
Một quầy bán báo tại Las Vegas, Mỹ

Báo chí là tên gọi chung của các thể loại thông tin đại chúng. Có những loại báo chí sau:
- Báo viết: Thể loại báo chí xuất hiện lâu đời nhất, hình thức thể hiện trên giấy, có hình ảnh minh họa. Ưu điểm: tính phổ cập cao, có nội dung sâu, người đọc có thể nghiên cứu. Nhược điểm: thông tin chậm, khả năng tương tác hai chiều (giữa người đọc và người viết) kém. Còn gọi là báo in, báo giấy hay là báo chữ và có nhiều dạng như nhật báo, tạp chí, tuần báo, nguyệt san, tập san,...
- Báo nói: Thông tin được chuyển tải qua thiết bị đầu cuối là radio bằng ngôn ngữ. Ra đời thế kỷ 19. Ưu điểm: thông tin nhanh. Nhược điểm: không trình bày được các thông tin bằng hình ảnh (phóng sự ảnh) hoặc các thông tin có hình ảnh minh họa.
- Báo truyền hình: Thông tin được chuyển tải bằng hình ảnh và âm thanh qua thiết bị đầu cuối là máy phát hình (đài truyền hình) và máy thu hình (television). Ưu điểm: thông tin nhanh; khuyết điểm: khả năng tương tác hai chiều chưa cao.
- Báo mạng điện tử: Sử dụng giao diện website trên Internet để truyền tải thông tin bằng bài viết, âm thanh, hình ảnh, các đoạn video gồm cả hình ảnh động và âm thanh (video clip). Ưu điểm: thông tin cập nhật nhanh, tính tương tác hai chiều cao. Khuyết điểm: tính phổ cập còn yếu, có thể bao gồm cả tin giả.

## Người làm báo

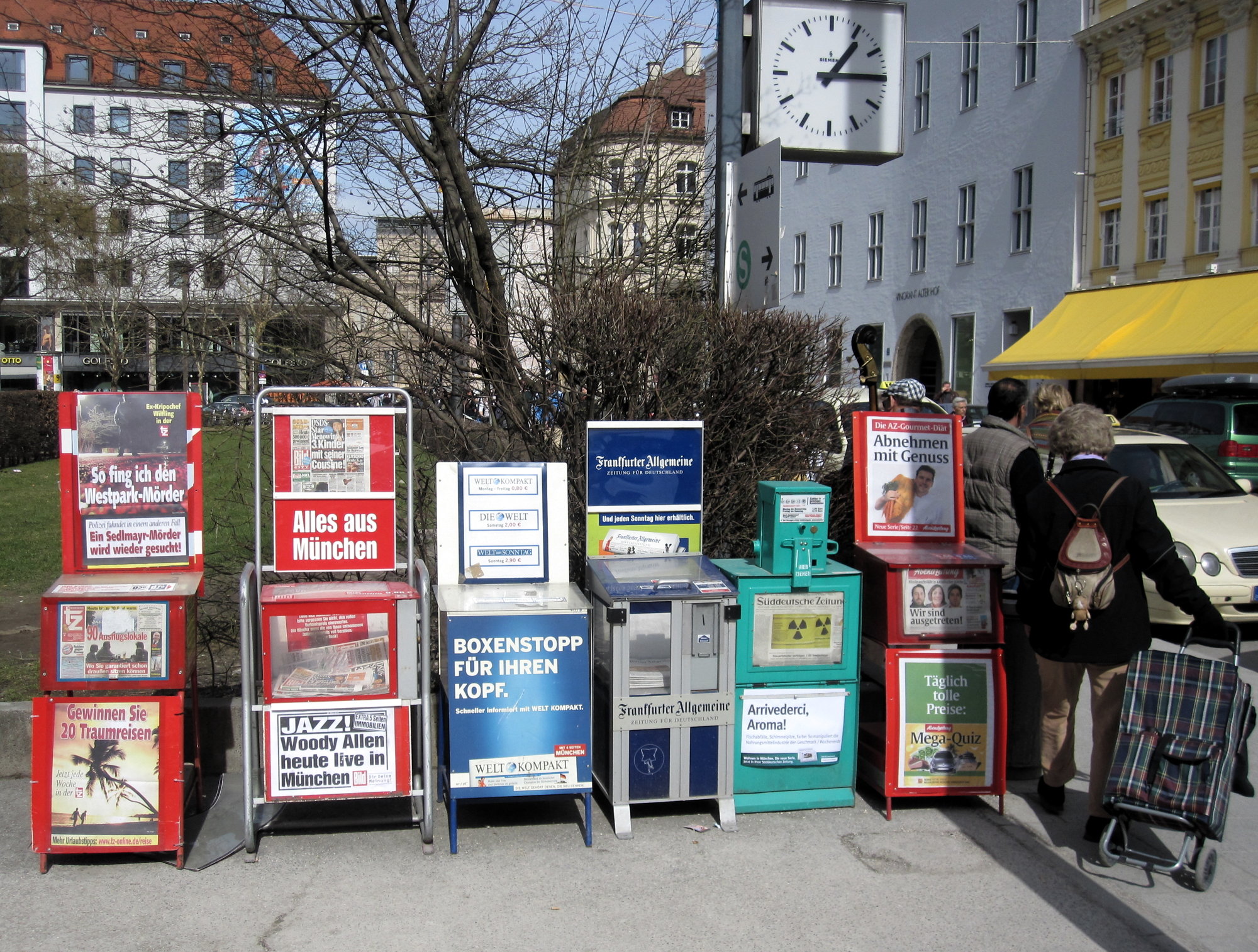
Nhiều tủ bán nhật báo tự động tại Đức

Những người làm việc cho báo chí hay săn tin, được gọi là phóng viên, biên tập viên, nhân viên tòa soạn,... Tòa soạn báo là nơi sản xuất và phát hành báo chí. Tòa soạn báo điện tử là cơ quan báo chí chuyên sản xuất và phát hành các bài báo dưới dạng ấn bản điện tử (còn gọi là báo điện tử hay báo mạng).
Có một công thức chung cho báo chí: báo điện tử, phát thanh đưa tin, truyền hình phản ánh, báo viết bình luận.
Báo chí và tuyên truyền hay còn nói cách khác là một dịch vụ quảng cáo truyền thống. Sức mạnh của báo chí rất to lớn có thể cứu sống được nghìn người thông qua báo chí, nhưng ngược lại điều đó, nghề báo còn nhiều bất cập và tiêu cực vẫn còn những nhà báo (người làm báo) trước khi đặt bút viết lên một bài báo họ chưa nghĩ về kết cục sau khi bài báo đã được đăng hay phát hành rộng rãi trên khắp cả nước. Báo chí còn được mệnh danh là quyền lực thứ tư, sau tam quyền phân lập, có khả năng giám sát hoạt động của chính phủ cũng như định hướng dư luận.

## Đánh giá về báo chí
| “                                                          | Làm báo là làm một cái gì nghiêm trang cao quý, có tính năng tranh đấu và xây dựng, mà người làm báo phải tha thiết với tự do, dân tộc, kinh qua những nghịch cảnh, thăng trầm để chống lại độc tài, độc đoán dưới mọi hình thức quan lại, phong kiến hay dân chủ giả tạo. | ” |
| — Vũ Bằng (nói trong cuốn sách Bốn mươi năm nói láo, 1969) | |   |

| “                                                                            | Sẽ không có sự thật tuyệt đối, sẽ có những vụ việc đến vài chục năm sau mới được giải mật, vậy người tiêu dùng thông minh trong thời đại bùng nổ thông tin cần có bộ lọc thông tin của mình để bớt hoang mang giữa các dòng chảy khác nhau. | ” |
| — Udo Ulfkotte (nói trong cuốn sách Nhà báo ăn tiền, Nhà xuất bản KOPP 2014) | |   |